# Pietro Severi
Pietro Severi (* 28. Juni 1903 in Pieve Sestina di Cesena, Italien; † 25. März 1984) war ein italienischer römisch-katholischer Geistlicher und Bischof von Segni sowie später von Palestrina. 

## Leben
Pietro Severi empfing am 19. Dezember 1925 die Priesterweihe.
Papst Pius XII. ernannte ihn am 21. Juni 1948 zum Weihbischof in Palestrina und Titularbischof von Germa in Galatia. Die Bischofsweihe spendete ihm am 24. August 1948 der Bischof von Cesena, Vincenzo Gili; Mitkonsekratoren waren Francesco Gardini, Bischof von Bertinoro, und Danio Bolognini, Weihbischof in Bologna. Am 8. Januar 1953 ernannte ihn Papst Pius XII. zum Bischof von Segni und Papst Paul VI. am 29. November 1966 zum ersten Ordinarius von Palestrina. Er nahm an allen vier Sitzungsperioden des Zweiten Vatikanischen Konzils teil. 
Am 7. Oktober 1975 nahm Paul VI. seinen altersbedingten Rücktritt an.